# 瑟米亚克
瑟米亚克（法語：Semillac，法語發音：[səmijak]）是法国滨海夏朗德省的一个市镇，位于该省南部，属于容扎克区。

## 地理
瑟米亚克（45°23'44"N, 0°35'43"W）面积2.47 平方千米，位于法国新阿基坦大区滨海夏朗德省，该省份为法国西部滨海省份，北起旺代省，西临大西洋，南至吉倫特省，东南接多爾多涅省，东北接德塞夫勒省接壤，东临夏朗德省。
与瑟米亚克接壤的市镇（或旧市镇、城区）包括：孔萨克、圣迪藏迪布瓦、圣马夏尔德米朗博、瑟穆萨克。

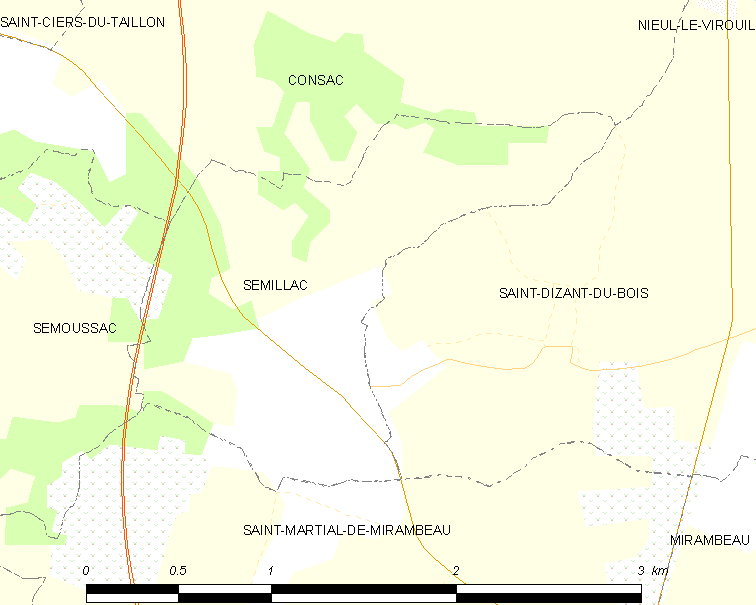
瑟米亚克的OSM定位图

瑟米亚克的时区为UTC+01:00、UTC+02:00（夏令时）。

## 行政
瑟米亚克的邮政编码为17150，INSEE市镇编码为17423。

## 政治
瑟米亚克所属的省级选区为蓬镇县。

## 人口

1962-2008年间瑟米亚克人口变化图示

瑟米亚克于2022年1月1日时的人口数量为68人。